# Сърбите, всички и навсякъде
„Сърбите, всички и навсякъде“ е името на своеобразния Magnum opus за живота и делото на сръбския книжовник Вук Стефанович Караджич от XIX век, в което той прави публично достояние своите виждания и схващания по всичко, което знае за произхода на сърбите, страните, където те живеят, религиите, които изповядват и се срещат между сърбите и, разбира се, диалектния континуум на разпространение на сръбския език.
Излиза в навечерието на т.нар. Виенски книжовен договор и следва Начертанието.

## Геополитически и друг контекст
След неуспеха на Първото сръбско въстание, Вук бяга през Дунава на територията на тогавашна Австрия. Установява се във Виена, където се отдава на книжовно и народопросветителско дело в средата на най-изявените австрийски лингвисти от славянски произход по това време.
През целия си съзнателен живот от неуспешния край на въстанието под предводителството на Караджордже Петрович, бивш австрийски подофицер, Вук се отдава на идеята си да осъществи книжовно-просветителска народна сръбска реформа, която да сближи и обедини тогавашните австрийски славянски поданици - словенците и хърватите със сърбите от Османската империя.
Излизането на книгата през 1849 г. изпреварва само с година сключването на Виенския книжовен договор за създаването на общ книжовен сърбохърватски език, който експеримент окончателно се проваля в края на XX и началото на XXI век след разпадането на Югославия. Не без значение е и обстоятелството, че виенския императорски двор след потушаването на унгарската революция с помощта на руската армия, търси опора за властта си в славянските народи на Дунавската монархия. Все по това време е създадено с тази цел и Войводство Сърбия и Тамишки Банат.

## Вук за Македония
Вук Караджич счита, че македонските българи говорят южен сръбски диалект. Това му лингвистично разбиране изцяло се вписва в последвалите разработки на най-изявените сръбски и югославски езиковеди и диалектолози, обосноваващи виждането, че македонските славяни са „прави сърби“, и което вече изцяло етническо разбиране идеално се вписва в стремежите на една велика сила каквато е Австрийската империя през XIX век и началото на XX век, за излизането ѝ на Солунското пристанище.
За македонския говор, Вук отбелязва, че го знае посредством разговора си с двама македонци в Цетине, които му били казали, че техния език е смесен между български и сръбски, но според Вук, този език бил повече сръбски отколкото български.

## Вук за географското разпространение на сръбския език и сръбството
Според Вук всички черногорци се считат за сърби, както и босненците, т.е. днешните т.нар. мюсюлмани, а и хърватите заради езика си, който им е общ със сърбите.
Според Вук сърбите населяват Далмация, тогавашната Сърбия - княжеството или Белградския пашалък, Войводина, Черна гора, Босна, Херцеговина, Лика, Славония, Македония, Бараня, Дубровник и Косово. Също така, сърби живеели и в Истрия и Триест.

## Вук за религията на народа си
Вук заявява още и че сърбите са православни християни, мюсюлмани и католици, като при това отбелязва, че само сърбите по „гръцкото право“ (православната вяра) наричат себе си сърби.

## Вук за името „сърби“
Вук, позовавайки се на Добровски и Шафарик, смята, че тогавашното име Сърбия не произлиза от името на народа сърби, а етимологически със „сърби“ се означавали някога всички славяни – виж славяносръбски език.
Според Вук по негово време сърбите наброявали демографски около 5 милиона души. Накрая Вук обобщава, че навсякъде, където се говорело щокавски, населението било сръбско, но въпреки това прави забележката, че това е негово лично мнение.